# Дія (фізика)
Дія — фундаментальне фізичне поняття, функціонал із розмірністю [ енергія ]×[ час ] (Дж·с), що відповідає розмірності моменту кількості руху. Розмірність дії має фундаментальна фізична константа — стала Планка.
У фізиці принцип дії визначає природу руху, з якої може бути визначена траєкторія фізичної системи. Реальна траєкторія об'єкта, та, що приводить до постійних значень фізичної величини, яку називають дією. Таким чином, замість того, щоб думати про об'єкт, що прискорюється під дією прикладеної сили, можна думати про сили, що виділяють траєкторії зі стаціонарною дією. Цей принцип також називають принципом стаціонарної дії або принципом Гамільтона — Остроградського. Інше формулювання принципу як принципу найменшої дії є менш узагальненим і не завжди правильним.
Цей принцип — простий, але не для всіх, загальний та потужний засіб для того, щоб передбачити рух у класичній механіці. Розширення принципу дії описують релятивістську механіку, квантову механіку, електрику та магнетизм.

## Деякі використання принципу дії
Зазвичай даний принцип еквівалентний законам Ньютона в класичній механіці, проте принцип дії краще підходить для узагальнень і відіграє важливу роль в сучасній фізиці. Дійсно, за допомогою даного принципу можна здійснити формулювання квантової механіки, що і було зроблено Річардом Фейнманом за допомогою інтегралів по траєкторіям. Останні базуються на принципі стаціонарної дії як класичної (тобто неквантової) межі. Використовуючи інтеграли по траєкторіям, рівняння Максвела можуть бути отриманими як умови стаціонарної дії.
Багато проблем в фізиці можуть бути представлені та розв'язані в формі принципу дії. Наприклад, світло знаходить найшвидший шлях через оптичну систему (принцип Ферма). Траєкторія руху тіла в полі тяжіння (тобто вільне падіння в просторі та часі, так звана геодезична) може бути знайдена шляхом використання принципу дії.
Симетрії в фізиці можна краще зрозуміти використовуючи принцип дії, разом з рівняннями Ейлера-Лагранжа, які отримані із принципу дії. Наприклад, теорема Нетер, яка стверджує, що кожній неперервній симетрії в фізичній ситуації відповідає певний закон збереження (вірне і обернене твердження). Цей глибокий зв'язок, проте, вимагає визнання фундаментальності принципу дії.
В класичній механіці правильний вибір дії може бути виведений із законів руху Ньютона. І, навпаки, із принципу дії можна вивести рівняння руху у формі Ньютона, при правильному виборі дії. Таким чином, в класичній механіці принцип дії є еквівалентний рівнянням руху Ньютона. Використання принципу дії частіше та швидше приводить до розв'язання задачі, ніж безпосереднє використання рівнянь Ньютона. Принцип дії — скалярна теорія, котра використовує елементарні обчислення з похідними.

## Історія
Принцип найменшої дії був спершу сформульований Мопертюї  в 1746 році і в подальшому розвивався Ейлером, Лагранжем та Гамільтоном.
Мопертюї прийшов до цього принципу із відчуття, що досконалість Всесвіту вимагає певної економії в Природі і суперечить будь-яким безкорисним витратам енергії. Природний рух повинен бути таким, щоб зробити деяку величину мінімальною. Необхідно тільки знайти цю величину, що він і продовжував робити протягом всього життя. Він вибрав як величину добуток кінетичної енергії системи на тривалість (час).
Ейлер (в «Reflexions sur quelques loix generales de la nature», 1748) приймає принцип найменшої кількості руху, назвавши його «зусиллям». Його вираз відповідає тому, що ми сьогодні назвали б потенціальною енергією. Тому його твердження про найменшу кількість дії в статиці еквівалентне принципу, що система тіл в спокої приймає конфігурацію, котра мінімізує повну потенціальну енергію.

## Принцип дії в класичній механіці
Рівняння руху Ньютона можна отримати багатьма способами, і тому механіка Н'ютона може бути аксіоматично сформульована по-різному. Один із способів — так званий лагранжів формалізм, який також називають лагранжевою механікою. Якщо визначити траєкторію руху частинки, як функцію часу t у вигляді x(t), зі швидкістю x′ (t), тоді функція Лагранжа — функція від цих величин і можливо, часу в явному вигляді:
{\displaystyle L[x(t),{\dot {x}}(t),t]}
Дія S — інтеграл від лагранжіану по часу між заданою точкою x(t1) в момент часу t1 та заданою кінцевою точкою x(t2) в момент часу t2
{\displaystyle S=\int _{t_{1}}^{t_{2}}L[x(t),{\dot {x}}(t),t]\,dt.}
У лагранжевій механіці траєкторія об'єкта знаходиться за допомогою шляху, для якого інтеграл дії «S» є стаціонарним (мінімум або сідлова точка). Інтеграл дії — функціонал (функція, яка приймає значення на просторі функцій, в цьому разі «x» («t»)). Для системи з консервативними силами (сили, які можуть бути описані в термінах потенціалу, як гравітаційна сила, на відміну від сил тертя) вибір функції Лагранжа у вигляді: кінетична енергія мінус потенціальна енергія, приводить до правильних законів руху Ньютона (слід зазначити, що сума кінетичної та потенціальної енергій є повною енергією системи).

## Рівняння Ейлера-Лагранжа для інтегралу дії
Стаціонарна точка інтегралу вздовж шляху еквівалентна диференційним рівнянням, названим рівняннями Ейлера-Лагранжа. Це можна показати наступним чином (розгляд одновимірного випадку). Узагальнення на баготовимірний випадок є тривіальним. Припустимо, що є інтеграл дії S з підінтегральною функцією L, який залежить від координат x(t) та їхніх похідних dx(t)/dt, по часу t:
{\displaystyle S=\int _{t_{1}}^{t_{2}}\;L(x,{\dot {x}})\,dt.}
Розглянемо другу криву x1(t), яка починається і закінчується в тих же точках, що і перша. Можна також припустити, що відстань між цими кривими є малою:
{\displaystyle \epsilon }(t) = x1(t) — x(t).
В початковій та кінцевій точках ми маємо {\displaystyle \epsilon }(t1) = {\displaystyle \epsilon }(t2) = 0.
Різниця між інтегралами по шляху «1» та «2» буде рівна:
{\displaystyle \delta S=\int _{t_{1}}^{t_{2}}\;\left[L(x+\varepsilon ,{\dot {x}}+{\dot {\varepsilon }})-L(x,{\dot {x}})\right]dt=\int _{t_{1}}^{t_{2}}\;\left(\varepsilon {\partial L \over \partial x}+{\dot {\varepsilon }}{\partial L \over \partial {\dot {x}}}\right)\,dt}
де ми використовували розклад функції L до першого порядку включно по {\displaystyle \epsilon } та {\displaystyle \epsilon ^{'}}. Тепер використовуючи інтегрування частинами для останнього виразу, а також використовуючи умову {\displaystyle \epsilon _{1}}(t1) = {\displaystyle \epsilon _{2}}(t2) = 0 знаходимо:
{\displaystyle \delta S=\int _{t_{1}}^{t_{2}}\;\left(\varepsilon {\partial L \over \partial x}-\varepsilon {d \over dt}{\partial L \over \partial {\dot {x}}}\right)\,dt.}
S досягає стаціонарної точки, тобто {\displaystyle \delta }S = 0 для кожного {\displaystyle \epsilon }. Слід зазначити, що точка може бути як мінімумом, так і сідловою, навіть максимумом, якщо підходити чисто формально.
{\displaystyle \delta }S = 0 для кожного {\displaystyle \epsilon } тільки тоді, коли
{\displaystyle {\partial L \over \partial x_{a}}-{d \over dt}{\partial L \over \partial {\dot {x}}_{a}}=0}   Рівняння Лагранжа-Ейлера
Тут була використана заміна xa, a = 0,1,2,3 на x, оскільки це виконується для всіх координат.
Ця система рівнянь називається рівняннями Ейлера-Лагранжа для варіаційної задачі. Простий наслідок цих рівнянь: L явно не залежить від x, тобто:
якщо {\displaystyle {\frac {\partial L}{\partial x}}=0}, то {\displaystyle {\frac {\partial L}{\partial {\dot {x}}}}} константа.
Тоді координата x називається циклічною координатою, а {\displaystyle {\frac {\partial L}{\partial {\dot {x}}}}} называється спряженим імпульсом, який зберігається.
Наприклад, якщо L не залежить явно від часу, то відповідний інтеграл руху (спряжений імпульс) називається енергією. При використанні сферичних координат t, r, {\displaystyle \theta }, {\displaystyle \phi }, якщо L не залежить від {\displaystyle \phi }, то спряжений імпульс, що зберігається, це кутовий момент.
Для тих, хто знайомий з функціональним аналізом, рівняння спрощується до виду:
{\displaystyle {\frac {\delta S}{\delta x_{i}(t)}}=0}.

## Редукована дія
Терміном редукована дія, котрий має позначення {\displaystyle {\mathcal {S}}_{0}}, називають дію, що в явній формі не залежить від часу:
{\displaystyle {\mathcal {S}}_{0}=\int \mathbf {p} \cdot \mathrm {d} \mathbf {q} }
де {\displaystyle \mathbf {p} } — узагальнений імпульс. 
Редукована дія використовується в природі тоді, коли траєкторія руху не залежить від часу.
Редукована дія використовується при формулюванні принципу Моперт'юї.

## Приклад: вільна частка в полярних координатах
Тривіальні приклади допомагають зробити оцінку принципу дії через рівняння Ейлера-Лагранжа. Вільна частка (маса m і швидкість v) в Евклідовому просторі переміщується вздовж прямої лінії. Використовуючи рівняння Ейлера-Лагранжа, це можна показати в полярних координатах наступним чином. У відсутності потенціалу функція Лагранжа просто рівна кінетичній енергії {\displaystyle {\frac {1}{2}}mv^{2}={\frac {1}{2}}m\left({\dot {x}}^{2}+{\dot {y}}^{2}\right)} в ортогональній системі координат (x, y).
В полярних координатах (r, {\displaystyle \phi }) кінетична енергія, і тому функція Лагранжа приймає вигляд:
{\displaystyle L={\frac {1}{2}}m\left({\dot {r}}^{2}+r^{2}{\dot {\varphi }}^{2}\right).}
Радіальна компонента r та {\displaystyle \phi } рівнянь стають відповідно:
{\displaystyle {\frac {d}{dt}}\left({\frac {\partial L}{\partial {\dot {r}}}}\right)-{\frac {\partial L}{\partial r}}=0\qquad \Rightarrow \qquad {\ddot {r}}-r{\dot {\varphi }}^{2}=0}
{\displaystyle {\frac {d}{dt}}\left({\frac {\partial L}{\partial {\dot {\varphi }}}}\right)-{\frac {\partial L}{\partial \varphi }}=0\qquad \Rightarrow \qquad {\ddot {\varphi }}+{\frac {2}{r}}{\dot {r}}{\dot {\varphi }}=0.}
Розв'язок цих двох рівнянь:
{\displaystyle r\cos \varphi =at+b}
{\displaystyle r\sin \varphi =ct+d}
ряд математичних констант «a, b, c, d» задається початковими умовами. Таким чином, дійсно, «розв'язок — пряма лінія», задана в полярних координатах.
Приведений вище формалізм, дійсний у класичній механіці в обмеженому сенсі. Ширше, дія — функціонал, який задає відображення із конфігураційного простору на множину дійсних чисел і, в загальному випадку, вона не обов'язково повинна бути інтегралом, оскільки можливі також нелокальні дії.